# Love Story (album)
Pour les articles homonymes, voir Love Story.
Albums de Yelawolf
Trunk Muzik Returns
(2013) Trial by Fire
(2017)
Singles
1. Box Cheevy V
Sortie : 28 janvier 2014
2. Till It's Gone
Sortie : 17 septembre 2014
3. Whiskey in a Bottle
Sortie : 17 février 2015
4. American You
Sortie : 23 mars 2015
5. Best Friend
Sortie : 14 avril 2015
6. Johnny Cash
Sortie : 28 mai 2015

Love Story est le second album studio du rappeur américain Yelawolf, sorti en 2015.
L'album s'est classé 3e du Billboard 200 et 1er du Top R&B/Hip-Hop Albums et du Top Rap Albums.

## Liste des titres
| No  | Titre                          | Auteur                                                        | Producteur(s)                                    | Durée |
| --- | ------------------------------ | ------------------------------------------------------------- | ------------------------------------------------ | ----- |
| 1.  | Outer Space                    | M. Atha, M. Hartnett, M. Hayes, W. Washington                 | WLPWR                                            | 4:01  |
| 2.  | Change                         | M. Atha, M. Ho                                                | Malay                                            | 3:12  |
| 3.  | American You                   | M. Atha, L. Resto, M. Ho, M. Mathers                          | Malay, Eminem (co.), Luis Resto (add.)           | 3:32  |
| 4.  | Whiskey in a Bottle            | M. Atha, W. Washington                                        | WLPWR                                            | 4:08  |
| 5.  | Ball and Chain                 | M. Atha                                                       | Yelawolf                                         | 1:35  |
| 6.  | Till It's Gone                 | M. Atha, M. Hartnett, W. Washington, M. Hayes                 | WLPWR                                            | 4:37  |
| 7.  | Devil in my Veins              | M. Atha, J. Winkler, C. Owens                                 | Yelawolf                                         | 3:58  |
| 8.  | Best Friend (featuring Eminem) | M. Atha, M. Mathers, L. Resto, W. Washington                  | WLPWR, Eminem (co.)                              | 5:14  |
| 9.  | Empty Bottles                  | M. Atha, M. Ho                                                | Malay                                            | 4:17  |
| 10. | Heartbreak                     | M. Atha, M. Mathers, M. Batson, M. Elizondo                   | Eminem, Mark Batson (add.), Mike Elizondo (add.) | 4:25  |
| 11. | Tennessee Love                 | M. Atha, W. Washington, M. Hayes                              | WLPWR                                            | 4:54  |
| 12. | Box Cheevy V                   | M. Atha, M. Hartnett, W. Washington, M. Hayes                 | WLPWR                                            | 3:29  |
| 13. | Love Story                     | M. Atha, W. Washington, M. Hayes                              | WLPWR                                            | 4:13  |
| 14. | Johnny Cash                    | M. Atha, J. Reeves, D. Manuel, D. Honer, J. Gosling, J. Smith | Track Bangas                                     | 4:46  |
| 15. | Have a Great Flight            | M. Atha, M. Ho                                                | Malay                                            | 5:03  |
| 16. | Sky's the Limit                | M. Atha, W. Washington, M. Hayes                              | WLPWR                                            | 4:28  |
| 17. | Disappear                      | M. Atha, M. Ho                                                | Malay                                            | 5:15  |
| 18. | Fiddle Me This                 | M. Atha, W. Washington, M. Hayes                              | WLPWR                                            | 3:45  |

## Samples
- Whiskey in a Bottle contient un sample de Adormeceu, écrit par Antonio Cezar Albuquerque de Merces et Jorge Pereira da Neves[9]
- Johnny Cash contient un sample de Heaven, écrit par Dean Honer, Dean Manuel, Jarrod Gosling et Jim Reeves, interprété par I Monster.
- Outer Space contient un sample de Walkin' After Midnight, écrit par Alan Block et Donn Hecht, interprété par Patsy Cline.
- Box Chevy V contient un sample de Still D.R.E., écrit par Andre Young, Shawn Carter et Scott Storch, interprété par Dr. Dre et Snoop Dogg.
- Fiddle Me This contient un sample de Player's Ball d'OutKast.

## Classements hebdomadaires
| Classements et pays (2015)                      | Meilleure position |
| ----------------------------------------------- | ------------------ |
| Allemagne (Media Control AG)                    | 51                 |
| Australie (ARIA)                                | 19                 |
| Autriche (Ö3 Austria Top 40)                    | 39                 |
| Belgique (Flandre Ultratop)                     | 85                 |
| Belgique (Wallonie Ultratop)                    | 147                |
| Canada (Canadian Albums Chart)                  | 7                  |
| France (SNEP)                                   | 227                |
| Italie (FIMI)                                   | 65                 |
| Norvège (VG-lista)                              | 24                 |
| Nouvelle-Zélande (RIANZ)                        | 18                 |
| Pays-Bas (Mega Album Top 100)                   | 66                 |
| Royaume-Uni (UK Albums Chart)                   | 25                 |
| Suisse (Schweizer Hitparade)                    | 13                 |
| États-Unis (Billboard 200)                      | 3                  |
| États-Unis (Top R&B/Hip-Hop Albums) [Billboard] | 1                  |
| États-Unis (Top Rap Albums) [Billboard]         | 1                  |